# Rick and Morty
Rick and Morty ist eine US-amerikanische Zeichentrickserie von Justin Roiland und Dan Harmon. Die Serie hatte 2013 ihre Premiere bei dem Kabelsender Adult Swim, ein Jahr später folgte die Ausstrahlung in Deutschland auf dem Sender TNT Serie. Die Fernsehserie folgt dem zynischen, aber genialen Wissenschaftler Rick und seinem einfältigen Enkel Morty auf Abenteuern in andere Dimensionen. Im Original werden die Stimmen der beiden Hauptrollen von Roiland gesprochen, weitere Sprecher sind Chris Parnell, Spencer Grammer und Sarah Chalke.
Von Kritikern und Zuschauern wurde die Serie positiv aufgenommen. So belegt sie beispielsweise mit einer gewerteten Durchschnittsbewertung von 9,2 von 10 Sternen bei der Film-Datenbank IMDb sowohl im Bereich der Animationsserien als auch im Bereich der Science-Fiction-Serien die Spitzenposition.
Bis zum Oktober 2017 wurden von der Serie drei Staffeln mit 31 Episoden ausgestrahlt. Im Mai 2018 wurde Rick and Morty von Adult Swim um 70 weitere Episoden verlängert. Die vierte Staffel startete im November 2019. Im März 2021 wurde angekündigt, dass die fünfte Staffel im US-amerikanischen Fernsehen ab dem 20. Juni 2021 zu sehen sein wird. Ende Juli 2022 wurde bekanntgegeben, dass die sechste Staffel in den USA ab dem 4. September 2022 ausgestrahlt wird.
Im Januar 2023 trennte sich Adult Swim von Justin Roiland, nachdem Anschuldigungen wegen häuslicher Gewalt bekannt geworden waren. Eine Anklage wurde allerdings zwei Monate später wegen Mangel an Beweisen fallen gelassen.

## Handlung
Rick Sanchez ist ein älterer exzentrischer Wissenschaftler und Alkoholiker, der seit kurzem bei der Familie seiner Tochter Beth Smith wohnt. Die meiste Zeit verbringt er mit seinem Enkel Morty auf gefährlichen und ausgefallenen Abenteuern im gesamten Kosmos und in Parallelwelten. Die Familie Smith besteht aus den Eltern Beth und Jerry, der 17-jährigen Summer und dem 14-jährigen Morty. Der einfache und unsichere Jerry sieht in Rick einen schlechten Einfluss für Morty, daher kommt es oftmals zum Konflikt in der ohnehin brüchigen Ehe zu Beth, die mit ihrer derzeitigen Lebenssituation unzufrieden ist.

## Figuren

### Hauptfiguren
Rick Sanchez
Rick Sanchez ist ein genialer Wissenschaftler. Seine Frau verstarb bei einer Explosion in seiner Garage, woraufhin er zum Alkoholiker wurde. Erst kurz vor Beginn der Serie ist er zu einer anderen Version der Familie seiner Tochter zurückgekehrt. Rick ist häufig betrunken und handelt daraufhin sehr vorschnell. Obwohl er Morty für sehr dumm hält und es ihm auch häufig offen sagt, merkt man doch, dass er ihn gern hat. Mithilfe seiner „Portal-Gun“ kann er durch verschiedene Realitäten reisen und mit seinem Raumschiff – das wie ein klassisches UFO aussieht, aber dem Charaktertypus gemäß aus Müll gebaut wurde – durch die Galaxien fliegen. Er weiß einiges über die anderen Welten und hat einige Freunde, aber auch Feinde innerhalb der unendlichen Zahl an Dimensionen und unter den unterschiedlichsten Lebensformen. Oft scheint er kein Gewissen zu haben, aber wenn es um seine Familie und besonders um Morty geht, kann er durchaus sehr besorgt und fürsorglich sein, streitet dies aber auf Nachfrage vehement ab.
Morty Smith
Morty ist der 14-jährige Sohn von Beth und Jerry, der Bruder von Summer und der Enkel von Prime Rick. Rick dessen Frau und Tochter getötet wurden nimmt ihn des Öfteren mit auf Abenteuer, die ihn seelisch mitnehmen und verstören. Morty ist nicht besonders klug und dient Rick als Tarnung, da Mortys einfache Hirnwellen Ricks überschatten. Morty ist in Jessica aus seiner Schule verliebt, versucht aber auch häufig mit anderen Mädchen zusammenzukommen.
Summer Smith
Summer ist die 17-jährige Schwester von Morty. Beth war mit ihr ungewollt schwanger, was letztendlich dazu geführt hat, dass sie und Jerry zusammen geblieben sind. Sie ist ein typischer Teenager und versucht, möglichst beliebt zu sein. Sie ist aufgeschlossen und offen gegenüber anderen Kreaturen, sogar dem Teufel gegenüber.
Jerry Smith
Jerry ist der Mann von Beth und Vater von Summer und Morty. Er möchte Aufmerksamkeit und Anerkennung. Rick ärgert ihn gerne und hält ihn für lästig, weswegen ein reicher Rick aus einer anderen Realität eine Art „Jerry-Kindergarten“ errichtet hat, in der er ihn absetzen kann. Jerry hat einige Vorlieben, die bei Beth auf keine Begeisterung stoßen. Er nimmt Beths Job nicht so wahr, wie seine Frau es möchte. Beruflich ist er in der Werbebranche tätig, meist aber recht erfolglos. Im Verlauf muss er einen Job bei der galaktischen Regierung annehmen, welchen er jedoch wieder verliert, als sich diese von der Erde zurückzieht.
Beth Smith
Beth ist die Tochter von Prime Rick. Sie ist noch von ihrem Vater enttäuscht, zeigt es aber meistens nicht und verhält sich gegenüber Rick normal. Beth ist Pferde-Chirurgin, legt aber großen Wert darauf, dass es genauso anspruchsvoll ist wie Humanchirurgie. Nach und nach findet sie aber Jerry nerviger und hatte schon des Öfteren überlegt, ihn zu verlassen. In der dritten Staffel befindet sie sich in Scheidung mit Jerry.

### Nebenfiguren
Jessica
Jessica ist eine Schülerin aus Mortys Schule. Morty ist in sie verliebt und versucht, mit ihr zu reden und mit ihr zusammenzukommen, was ihm mal mehr, mal weniger gelingt. Jessica ist Morty gegenüber nicht abgeneigt, aber hat auch kein großes Interesse an ihm. In der Schule ist sie ziemlich beliebt.
Vogelmensch
Vogelmensch ist ein Freund von Rick, der zum Teil Mensch und zum Teil Adler ist. Er wirkt sehr emotionslos. Auf der Party von Rick und Summer lernt er Tammy kennen, eine Jugendliche aus Summers Schule, mit der er fortan zusammen ist und zu seinem Herkunftsort fliegt. Später heiratet er sie auch. Allerdings ist sie eine Spionin und hatte sich nur zwecks Tarnung mit ihm vermählt. Vogelmensch wird von Tammy verraten und schwer verletzt, woraufhin er von der galaktischen Regierung zum Cyborg umgebaut wird. Sein neuer Name lautet Phönixmensch. Es gelingt Rick jedoch, seinen Freund zu besiegen und ihn anschließend per Gedankenreise wieder zu seinem alten Ich zu verhelfen. Dabei wird auch offenbart, das Vogelmensch ein Kind mit Tammy hat, welches jedoch in einem Gefängnis untergebracht ist. Er bricht daraufhin auf, sie zu befreien, während er Rick Vorwürfe für sein Verhalten macht.
Mr. Goldenfold
Mr. Goldenfold ist Mortys Mathelehrer. Er leidet an Koprophagie.
Der Rat der Ricks
Der Rat der Ricks ist eine Vereinigung von mehreren Ricks aus unterschiedlichen Realitäten, die sich zusammengeschlossen haben. Sie befinden sich in der Zitadelle der Ricks, wo viele Ricks und Mortys leben. Sie werden zu Beginn der dritten Staffel von Rick C-137 getötet.
Mr. Meeseeks
Mister Meeseeks ist ein blaues Wesen, welches einzig und allein dazu da ist, demjenigen zu helfen, der es gerufen hat. Es ist groß, schlank und humanoid. Mr. Meeseeks kommt aus der Meeseeks-Box. Seine Catchphrase beim Erscheinen lautet: „Ich bin Mr. Meeseeks, seht mich an!“. Die Aufgaben, die Mr. Meeseeks gestellt werden, sollen einfach gehalten werden. Es können mehrere Mr. Meeseeks gleichzeitig existieren. Der Aufenthalt in der Realität verursacht ihnen auf Dauer jedoch große Schmerzen, weshalb sie zu gewalttätigen Lösungen greifen, wenn die Aufgabe nicht gelöst werden kann. Nach Lösen des Problems löst sich Mr. Meeseeks wieder auf.
Evil Morty
Evil Morty taucht in einigen Folgen der Serie auf. Seine Ziele sind nicht ganz ersichtlich, doch scheint er ein kalter, berechnend sadistischer Junge zu sein, der auch vor Mord und Folter nicht zurückschreckt. Er gewinnt in Staffel 3 Folge 7 The Ricklantis Mixup (Atlantis ist nur einmal im Jahr) die Wahl zum Präsidenten der Zitadelle der Ricks. Er entledigt sich anschließend seiner letzten Widersacher in der Zitadelle, um so seinen Plan umsetzen zu können. In Staffel 5 Folge 10 Rickmurai Jack offenbart er seine wahren Absichten: So haben Rick C-137 sowie andere Ricks nicht nur die Zitadelle als Fluchtort für alle Ricks errichtet, sondern parallel auch eine Barriere um alle unendlichen Universen geschaffen. Diese Abschirmung, genannt die „Zentrale finite Kurve“, hat die Aufgabe all jene Universen abzutrennen, in welchen ein Rick nicht als das schlauste Lebewesen im Universum gilt. Evil Morty gelingt es dank eines Hirnscans an Rick C-137, die letzten benötigten Informationen zu extrahieren. Er vernichtet schließlich die zentrale finite Kurve mithilfe der Zitadelle und entkommt in einem gelben Portal, während die Zitadelle der Ricks komplett zerstört wird.
Mister Kacka-Popo-Loch
Mister Kacka-Popo-Loch (im englischen abgekürzt Mr. PBH für Mr. Poopy-Butthole) ist ein leicht humanoides Wesen, welches erstmals in der Episode Freunde und andere Parasiten erscheint und dort von Beth schwer verletzt wird. Später erscheint er meistens in der letzten Folge einer Staffel in der Post-Credit-Szene und spricht dann mit dem Zuschauer und versucht, mit hoher Stimme Spannung und Lust auf die nächste Staffel zu machen.
Mr. Nimbus
Mr. Nimbus ist der Herrscher von Atlantis. Er ist ein alter Feind von Rick und verbietet diesem, den Ozean zu berühren, die Hintergründe dafür sind jedoch unbekannt. Mr. Nimbus wird von Rick zwar augenscheinlich degradiert, es stellt sich jedoch heraus, dass Rick Mr. Nimbus aufgrund seiner Macht respektiert und sogar ein wenig fürchtet. Mr. Nimbus ist ein Fischmensch mit ausgeprägtem Sexdrang und der Fähigkeit, Wasser, Meerestiere und sogar die Polizei kontrollieren zu können.
Space Beth (Beth Smith)
Space Beth ist eine alternative Variante von Beth, welche augenscheinlich geklont wurde. Es ist nicht bekannt, welche von beiden Beths das Original ist. Ähnlich wie ihr Vater Rick erkundete Space Beth das All und schloss sich dem Widerstand gegen die galaktische Regierung an. Sie unterscheidet sich zur normalen Beth durch Cyborg-Implantate, eine Sidecut-Frisur mit blauer Strähne und weitere Auffälligkeiten. Sie ist ruppiger und machohafter als ihr Pendant. Sie taucht in einigen Episoden ab Staffel 5 auf.
Rick Prime (Evil Rick)
Bei Rick Prime (von Rick C-137 selbst so genannt) handelt es sich um den bisher größten Antagonisten, da er derjenige war, welcher Frau und Kind von Rick C-137 mittels einer Bombe umbrachte. Rick Prime konnte seinen Aufenthalt jahrelang vor C-137 verbergen, welcher ihn vergeblich zu jagen versuchte. Seine wahren Absichten oder die Beweggründe des Mordes sind unbekannt. Zudem wirkt sein Aussehen deutlich jünger als bei den meisten Ricks. Weiterhin beherrschte er das Portalreisen bereits vor C-137.
 Unität 
Unität (im englischen Original Unity) ist ein Schwarmbewusstsein und die ehemalige Geliebte von Rick Sanchez. Sie nimmt das Äußere verschiedener Spezies, Rassen und Geschlechter an und benutzt sowohl männliche als auch weibliche Erscheinungsformen gegenüber Rick. Unität taucht zum ersten Mal in „Ein alter Schwarm (Auto Erotic Assimilation)“ auf, wo sie kurz mit Rick zusammenkommt, nur um sich am Ende der Episode wieder von ihm zu trennen.
Unität trifft in der siebten Staffel in der Episode „Air Force Wong (Air Force Wong)“ erneut auf Rick.
Unity assimiliert andere in das Schwarmbewusstsein, indem sie einen seiner Wirte benutzt, um in den Mund einer anderen Person zu erbrechen. Die Wirte von Unity wurden dabei beobachtet, wie sie tierisches Verhalten an den Tag legten, während sie sich vermehrten (kreischen und auf nicht assimilierte Personen zeigen), obwohl Unität im passiven, kontrollierten Zustand auch natürliches 'humanoides' Verhalten imitieren kann. Unität hat individuelle Kontrolle über jeden Körper, den sie assimiliert.
Alle Avatare von Unität scheinen dasselbe Bewusstsein zu besitzen, während sie von ihr kontrolliert werden. Unität ist in der Lage, sich durch mehrere planetare Zivilisationen zu bewegen und zu sprechen. Jedoch scheint Ricks blaues Serum Unitäts Kontrolle zu schwächen, wodurch Unität immer weniger Körper gleichzeitig steuern kann.

## Produktion
Als Dan Harmon 2012 von der Fernsehserie Community gefeuert wurde, sprach Adult Swim ihn wegen der Produktion einer Zeichentrickserie an. Da Harmon mit der Produktion von Animationsserien nicht vertraut war, wandte er sich an Justin Roiland, den er von seinem Filmfestival Channel 101 kannte. Gemeinsam entwickelten sie die Serie auf Grundlage des animierten Kurzfilms „The Real Animated Adventures of Doc and Mharti“, den Roiland für Channel 101 geschrieben hatte. Dieser recht vulgäre Kurzfilm war angelehnt an die beiden Hauptfiguren von Zurück in die Zukunft.
Während der ersten Staffel gab es mehrere Gastauftritte verschiedener Schauspieler und Synchronsprecher, darunter Werner Herzog, John Oliver, Alfred Molina, Claudia Black, David Cross, Dana Carvey, Virginia Hey und Tom Kenny. Auch Dan Harmon, der Mitschöpfer der Serie, hat einige kleinere Gastrollen.

## Ausstrahlung und Veröffentlichung

### Fernsehen
| Staffel | Episoden | Erstausstrahlung USA Adult Swim | Erstausstrahlung USA Adult Swim | Deutschsprachige Erstausstrahlung TNT Serie/TNT Comedy/Warner TV Comedy | Deutschsprachige Erstausstrahlung TNT Serie/TNT Comedy/Warner TV Comedy |
| Staffel | Episoden | Premiere                        | Finale                          | Premiere                                                                | Finale                                                                  |
| ------- | -------- | ------------------------------- | ------------------------------- | ----------------------------------------------------------------------- | ----------------------------------------------------------------------- |
| 1       | 11       | 2. Dez. 2013                    | 14. Apr. 2014                   | 30. Nov. 2014                                                           | 8. Feb. 2015                                                            |
| 2       | 10       | 26. Juli 2015                   | 4. Okt. 2015                    | 4. Feb. 2016                                                            | 17. Feb. 2016                                                           |
| 3       | 10       | 1. Apr. 2017                    | 1. Okt. 2017                    | 5. Sep. 2017                                                            | 7. Nov. 2017                                                            |
| 4       | 10       | 10. Nov. 2019                   | 31. Mai 2020                    | 15. Jan. 2020                                                           | 7. Sep. 2020                                                            |
| 5       | 10       | 20. Juni 2021                   | 5. Sep. 2021                    | 31. Aug. 2021                                                           | 28. Sep. 2021                                                           |
| 6       | 10       | 4. Sep. 2022                    | 11. Dez. 2022                   | 17. Okt. 2022                                                           | 26. Dez. 2022                                                           |
| 7       | 10       | 15. Okt. 2023                   | 17. Dez. 2023                   | 15. Jan. 2024                                                           | 12. Feb. 2024                                                           |
| 8       | 10       | 25. Mai 2025                    | 27. Juli 2025                   |                                                                         |                                                                         |

Die erste Staffel der Serie wurde in den USA vom 2. Dezember 2013 bis zum 14. April 2014 auf Adult Swim veröffentlicht. In Deutschland wurde die erste Staffel vom 29. November 2014 bis zum 7. Februar 2015 ausgestrahlt. Die Serie wurde in mehrere Sprachen synchronisiert, unter anderen ins Russische und Spanische. Deutschsprachige Synchronstimmen sind u. a. Kai Taschner (Rick Sanchez), Tim Schwarzmaier (Morty Smith), Claus-Peter Damitz (Jerry Smith), Ilena Gwisdalla (Summer Smith) und Elisabeth Günther (Beth Smith).
Die zweite Staffel startete in den USA am 26. Juli 2015. Bereits einen Monat vor der offiziellen Veröffentlichung wurden die ersten beiden Folgen geleakt. Der Schöpfer der Serie, Justin Roiland, gab in einem Kommentar auf reddit an, nicht zu wissen, wer an der illegalen Veröffentlichung Schuld hat, machte aber später scherzhaft den damaligen US-Präsidenten Barack Obama verantwortlich. In Deutschland wurde die zweite Staffel bei TNT Serie vom 4. bis zum 17. Februar 2016 gezeigt. Zwischen dem 26. Juli 2017 und 4. Oktober 2017 strahlte TNT Comedy die dritte Staffel als Deutschlandpremiere aus. Seit dem 1. April 2019 wird die dritte Staffel auf Comedy Central als Free-TV-Premiere ausgestrahlt, nachdem DMAX die ersten beiden Staffeln vom 12. November 2016 bis 30. März 2017 erstmals im Free-TV ausstrahlte.
Die vierte Staffel startete in den USA am 10. November 2019 und endete am 31. Mai 2020. In Deutschland strahlte TNT Comedy seit dem 15. Januar 2020 die vierte Staffel aus, während auf Netflix die erste Hälfte der Staffel seit dem 15. Juni 2020 zur Verfügung stand.
Die fünfte Staffel wurde vom 20. Juni bis 5. September 2021 in den USA ausgestrahlt und enthielt 10 Folgen.
Die sechste Staffel wurde in den USA vom 4. September bis 11. Dezember 2022 ausgestrahlt.
Die siebte Staffel wurde in den USA vom 15. Oktober bis 17. Dezember 2023 ausgestrahlt.

### Internet
Die Folgen der ersten Staffel wurden auf der Website von Adult Swim zunächst ohne regionale Sperren veröffentlicht. Die ersten sechs Folgen wurden zudem für einen kurzen Zeitraum kostenlos auf YouTube gezeigt. Die Folge Rixty Minutes wurde vor der Ausstrahlung am 13. März 2014 in 109 15-sekündigen Videos auf Instagram veröffentlicht.
Am Dienstag, den 6. September 2016, wurde auf dem deutschen Internet-Sender Rocket Beans TV um 21:40 Uhr die Serie ausgestrahlt. Zu sehen war vorerst nur die erste Episode in deutscher Synchronisation auf dem YouTube-Livestream der Rocketbeans. Am 20. September um 21:40 Uhr wurde die Episode auf Rocket Beans TV wiederholt, diesmal jedoch in der englischen Originalversion.

### DVD und Blu-ray
Vereinigte Staaten
- Staffel 1 erschien am 7. Oktober 2014 auf DVD und Blu-ray (mit unzensierter Tonspur, regionfree)
- Staffel 2 erschien am 7. Juni 2016 auf DVD und Blu-ray (mit unzensierter Tonspur, regionfree)
- Staffel 3 erschien am 15. Mai 2018 auf DVD und Blu-ray (mit unzensierter Tonspur, Region A)
- Staffel 4 erschien am 22. September 2020 auf DVD und Blu-ray (mit unzensierter Tonspur, Region A)
- Staffel 5 erschien am 7. Dezember 2021 auf DVD und Blu-ray (mit unzensierter Tonspur, Region A)
- Staffel 6 erschien am 28. März 2023 auf DVD und Blu-ray (mit unzensierter Tonspur, Region A)
- Staffel 7 erschien am 12. März 2024 auf DVD und Blu-ray (mit unzensierter Tonspur, Region A)

Deutschland, Österreich & Schweiz
- Staffel 1 erschien am 21. Oktober 2016 auf DVD und Blu-ray (mit unzensierter dt. & zensierter engl. Tonspur)[21]
- Staffel 2 erschien am 27. Januar 2017 auf DVD und Blu-ray (mit unzensierter dt. & zensierter engl. Tonspur)[22]
- Staffel 3 erschien am 31. August 2018 auf DVD und Blu-ray (mit unzensierter dt. & engl. Tonspur)
- Staffel 4 erschien am 26. August 2021 auf DVD und Blu-ray (mit unzensierter dt. & engl. Tonspur)
- Staffel 5 erschien am 3. März 2022 auf DVD und Blu-ray (mit unzensierter dt. & engl. Tonspur)
- Staffel 6 erschien am 30. März 2023 auf DVD und Blu-ray (mit unzensierter dt. & engl. Tonspur)
- Staffel 7 erschien am 2. Mai 2024 auf DVD und Blu-ray (mit unzensierter dt. & engl. Tonspur)

## Rezeption
Die Fernsehserie Rick and Morty wurde bei den Annie Awards 2015 in der Kategorie Best General Audience Animated TV/Broadcast Production nominiert. Bei den Behind the Voice Actors Awards wurden die Sprecher Chris Parnell und Sarah Chalke für ihre Arbeit an der Serie nominiert. Von Kritikern wurde die Serie wohlwollend aufgenommen. Laut der Seite Rotten Tomatoes beschreiben alle fünf gesammelten Kritiken die Serie positiv. Auch die Seite Metacritic bestätigt dies. Als Durchschnittsbewertung wird dort aus acht Kritiken ein Metascore von 85/100 ermittelt. Bei den Zuschauern zeigt sich ein ähnliches Bild, über 290.000 Benutzer der Internet Movie Database gaben der Serie durchschnittlich 9,3 von 10 Sternen.

## Synchronisation
Die Synchronisation wurde von der Synchronfirma SPEEECH Audiolingual Labs durchgeführt. Das Dialogbuch schrieb Daniel Daehne, die Dialogregie führten Dominik Auer und Paul Sedlmeir.
| US-Sprecher                                                | Synchronsprecher                                              | Rolle                  |
| ---------------------------------------------------------- | ------------------------------------------------------------- | ---------------------- |
| Justin Roiland (Staffel 1–6) Ian Cardoni (seit Staffel 7)  | Kai Taschner                                                  | Rick Sanchez           |
| Justin Roiland (Staffel 1–6) Harry Belden (seit Staffel 7) | Tim Schwarzmaier                                              | Mortimer „Morty“ Smith |
| Chris Parnell                                              | Claus-Peter Damitz                                            | Jerry Smith            |
| Spencer Grammer                                            | Ilena Gwisdalla                                               | Summer Smith           |
| Sarah Chalke                                               | Elisabeth Günther (Staffel 1–3) Franziska Ball (ab Staffel 4) | Beth Smith             |
| Rob Paulsen                                                | Stefan Günther                                                | Schnuffel / Schneeball |
| Jackie Buscarino                                           | Jacqueline Belle                                              | Annie                  |
| Dan Harmon                                                 | Pascal Breuer                                                 | Davin                  |
| Ryan Ridley                                                | Dominik Auer                                                  | Frank Palicky          |
| Justin Roiland                                             | Philipp Moog                                                  | Gazorpazorpfield       |
| Kari Wahlgren                                              | Gabrielle Pietermann                                          | Jessica                |
| Justin Roiland                                             | Maximilian Belle                                              | Meeseeks               |
| Brandon Johnson                                            | Christoph Jablonka                                            | Mr. Goldenfold         |
| Rob Schrab                                                 | Oliver Scheffel                                               | Dippity Doo            |
| Maurice LaMarche                                           | Dominik Auer                                                  | Abradolph Lincler      |
| Dan Harmon                                                 | Pascal Breuer                                                 | Vogelmensch            |
| Phil Hendrie                                               | Thomas Wenke                                                  | Rektor Vagina          |
| Cassie Steele                                              | Anna Ewelina                                                  | Tammy                  |
| Scott Chernoff                                             | Sebastian Winkler                                             | Zahnradkopf            |
| Echo Kellum                                                | Patrick Roche                                                 | Brad                   |
| Keith David                                                | Ole Pfennig                                                   | Mr. President          |
| Christina Hendricks                                        | Claudia Lössl                                                 | Unität                 |
| Stephen Colbert                                            | Martin Halm                                                   | Zeep                   |
| Clancy Brown                                               | Olli Schulz                                                   | Risotto Groupon        |
| Jeffrey Wright                                             | Christian Tramitz                                             | Tony                   |

## Adaptionen

### Comics
Die Comicserie zu Rick & Morty wird von Zac Gorman geschrieben und von CJ Cannon illustriert und erschien erstmals am 1. April 2015. Da die Comicreihe eine andere Zeitlinie als in der Serie verfolgt, überschneidet sie sich nicht mit der Haupthandlung.
Zudem erschien ein Crossover-Comic mit Dungeons and Dragons, zu dessen Autoren unter anderem Patrick Rothfuss zählt.

### Videospiele
2014 erschien erstmals ein Adobe Flash Point-and-Click-Adventure zu der Serie und wurde auf der Webseite von Adult Swim veröffentlicht. Im Dezember erschien Rick and Morty: Jerry’s Game für Android und iOS, in welchem es darum geht, Ballons zum Platzen zu bringen. Am 13. Januar 2016 erschien die Pokémon-Parodie Pocket Mortys für iOS und Android. Hierbei muss der Spieler „wilde“ Mortys einfangen und für sich kämpfen lassen. Am 20. April 2017 erschien das Virtual-Reality-Spiel Rick and Morty: Virtual Rick-ality für die HTC Vive und Oculus Rift. Entwickelt wurde es von Owlchemy Labs, welche zuvor bereits den Job Simulator entwickelt haben. Außerdem war Rick Sanchez in der Fortnite-Season 7 der Level-100er-Skin im Battle-Pass. Morty erschien einige Wochen später als Skin im Item-Shop.

### Spiele und Merchandising
Zu der Serie sind mehrere Spiele und Merchandising-Artikel erschienen. Am 11. Mai 2017 startete das Rickmobile in Atlanta, ein fahrbarer Shop, der sich auf Rick-and-Morty-Artikel spezialisiert hat. Das aus der Folge 15 bekannte Spiel Total Rickall wurde von Cryptozoic Entertainment als strategisches Kartenspiel umgesetzt und am 22. Juni 2016 herausgebracht. Am 3. August 2016 veröffentlichte das Unternehmen außerdem die Mr. Meeseeks’ Funbox, welche Würfelspieleelemente mit Wahrheit oder Pflicht und dem aus der Serie bekannten Charakter Mr. Meeseeks kombiniert. Am 12. Juli 2017 veröffentlichte das Unternehmen außerdem Anatomy Park – The Game, welches ein Strategiespiel auf Basis der gleichnamigen Folge ist. Im Dezember 2019 veröffentlichte Spooky Pinball einen Flipperautomat, basierend auf den ersten vier Staffeln von Rick and Morty.